# 曾汝召
曾汝召（？—？），字澹甫，号棠芾（棠棐），江西赣州府龙南县人，明朝政治人物、同进士出身。

## 生平
万历二十五年（1597年）丁酉科江西乡试舉人，萬曆二十九年（1601年）辛丑科進士，吏部觀政，次年授吴县知县。萬曆四十年（1612年）升補礼部主客司主事，四十二年考选，四十七年補刑科给事中，上疏请禁左道，以白莲、无为等教跨郡连州，风纪重臣若汪可受等修斋念佛，愚惑黔首，畿辅之地，转相仿效，为忧滋大。顷红封教盛，宫门遂有张差。留畿自尚书孫鑛定乱之后，复有武悟空等窃見禁城之内，凶盗时逞都门内外，剽掠公行，万一有心计者潜里哗外，震于呼吸，下骚辇毂，上震宫廷，有不忍言者，宜先为戒。众韪其言，泰昌元年十二月升兵科左给事中，天启元年（1621年）八月升刑科都给事中，二年养病，三年八月官至太常寺少卿，以魏忠贤柄政，四年乞终养去職，天啟六年（1626年）被劾，削籍爲民。

## 家族
曾祖曾匡，乡宾。祖父曾乾，乡宾。父曾维勤，貢生。弟曾汝宫，廪生，清顺治四年黄沙賊刘耀中寇乱，汝宫倡义师，从知县吕应夏进剿，阵亡。